# Ozimops kitcheneri
Ozimops kitcheneri és una espècie de ratpenat de la família dels molòssids. És endèmic d'Austràlia Occidental. És un ratpenat de petites dimensions, amb una llargada de cap a gropa de 50-65 mm, els avantbraços de 31-37 mm, la cua de 30-40 mm i un pes de fins a 14 g. S'alimenta d'insectes. Com que fou descoberta fa poc, l'estat de conservació d'aquesta espècie encara no ha estat avaluat formalment.